# Dysstroma confluens
Dysstroma confluens là một loài bướm đêm trong họ Geometridae.